# Rafael Estrella
Rafael Estrella Pedrola (Almería, 20 de mayo de 1950) es un político español. Ha sido embajador político del Reino de España en Argentina desde enero de 2007 hasta febrero de 2012, en que se produjo su cese.
Político almeriense perteneciente al Partido Socialista Obrero Español (PSOE), fue diputado en Cortes por la provincia de Granada y ha sido embajador de España en Argentina. Ha destacado por el uso de las tecnologías informáticas y de la comunicación en sus actividades profesionales, en especial en la promoción de la Wikipedia, a través de la iniciativa WikiEs X2.
Desde abril de 2012 es Vicepresidente del Real Instituto Elcano.

## Trayectoria
Entre los diferentes cargos que ha ocupado esta el de diputado a Cortes por el PSOE desde la V Legislatura.
Entre 1979 y 1993 fue Senador, formando parte del primer grupo de Eurodiputados españoles al ser designado Diputado al Parlamento Europeo (1986-1987). Entre 2000 y 2002 fue Presidente de la Asamblea Parlamentaria de la OTAN.
Congreso de los Diputados fue el de Portavoz Socialista en la Comisión de Asuntos Exteriores.
Dentro de su trabajo parlamentario, cabe destacar su actividad como:

### Comisiones y delegaciones
- Vocal de la Diputación Permanente;
- Portavoz de la Comisión de Asuntos Exteriores;
- Vocal de la Comisión de Defensa;
- Vocal de la Comisión Mixta para la Unión Europea;
- Vocal de la Subcomisión sobre la reforma del servicio exterior (154/4);
- Presidente de la Delegación española en la Asamblea Parlamentaria de la OTAN;
- Presidente de la Asamblea Parlamentaria de la OTAN (2001-2002).

### Carrera en el exterior
En diciembre de 2006, pese a no ser miembro de la carrera diplomática, fue designado por el Consejo de Ministros Embajador de España en Argentina, presentando su dimisión como miembro del Parlamento Español por Granada. En febrero de 2012, tras más de cinco años representando a España en Argentina, finalizó su presencia en el país.

## Su relación con las "nuevas" tecnologías
Estrella fue pionero en la utilización de las nuevas tecnologías en el Parlamento Español. Fue el primer parlamentario español en abrir una página web en Internet, en 1996. También ha sido pionero parlamentario en la creación de una bitácora (blog), por lo que fue designado Presidente de Honor de la asociación Las Ideas.
Entre otras iniciativas, desde su bitácora se adelantó a la aprobación de la decisión del Congreso sobre publicidad de sueldos de los parlamentarios españoles, siendo el primer diputado en hacer público en su blog no sólo el sueldo, sino también su patrimonio.
También ha animado a los internautas castellanohablantes a escribir artículos y colaborar en la Wikipedia, con el objetivo de duplicar sus contenidos en español, a través de la iniciativa llamada Wikies x2. Esta iniciativa ha tenido bastante eco en la blogosfera.
| Predecesor: Carmelo Angulo Barturen | Embajador de España en Argentina 2006-2012 | Sucesor: Román Oyarzun Marchesi |